# Withius lagunae
Withius lagunae är en spindeldjursart som först beskrevs av Moles 1914.  Withius lagunae ingår i släktet Withius och familjen Withiidae. Inga underarter finns listade i Catalogue of Life.